# Marie Seznec Martinez
Marie Seznec Martinez (Quimper, 12 de abril de 1958 – Mónaco, 12 de noviembre de 2015) fue una estilista, modelo y embajadora de Christian Lacroix francesa.

## Biografía
Marie Seznec nació en Quimper donde sus padres tenían una tienda de ropa.
Se trasladó a París a los 18 años, donde estudió en la escuela de modo de Studio Berçot y trabajó para diferentes diseñadores (colecciones de malla, accesorios, cinturones, bolsos). En 1982, trabajó como estilista y modelo ocasionalmente, cuando fue contratada por la Marilyn Agency para una publicación de la revista Elle.
Martinez comenzó su carrera de modelo "por diversión," según sus propias declaraciones. Ha posado para Jean Paul Gaultier, Issey Miyake, Cacharel, Kenzo, Yohji Yamamoto, Adeline André, y Hermes. Su pelo blanco fue clave para su éxito como modelo.
En Hermès, coincidió con Christian Lacroix que la contrató en seguida como modelo. En 1987, se convirtió en la cara de Christian Lacroix. Lacroix dijo que amaba "su lado dulce" y que "actúa como una niña del siglo XVIII". 
Conoció a Hubert Boukobza, por aquel entonces jefe de Bains, con quien pasó tres años. El 15 de junio de 1990 conoció a Jacques Martínez, pintor y escultor. Este fue un romance relámpago con una propuesta el viernes siguiente, y se casaron poco después en Tourrettes-sur-Loup.
Dos años después, Christian Lacroix le ofreció a trasladarla a la rama de alta costura. Tuvo cierto éxito, aclamado entre otros en las páginas rosas de Fígaro o Madame Fígaro, hasta el cierre del departamento de alta costura a partir de diciembre de 2009. Poco después lanzaría su propia marca.
Martinez murió a causa de un cáncer el 12 de noviembre de 2015, en Mónaco.